# Jil Servant
Jil Servant est né à Paris le 22 septembre 1973.
Il est réalisateur, documentariste, producteur et administrateur de production.

## Biographie
Originaire de Martinique et de Djibouti, Jil Servant est diplômé de l'EDHEC à Lille en 1995.
Ses réalisations et ses productions principalement en outremer (Martinique, Guadeloupe, Guyane, Mayotte, Réunion)
mélangent questionnements identitaires, faits de société, recherches historiques et pratiques
culturelles.
Il a été membre du Jury de la Jeunesse au Festival de
Cannes 1999.
En 2018, son documentaire « Des goyaves pour la route » a reçu le prix du jury aux Rencontres Cinéma de l'Atrium (Martinique), le prix Mémorial Acte (Guadeloupe) et a été selectionné au festival Tout-Monde (Miami) 2019.

## Filmographie

### En tant que réalisateur
- 2002 : Une étrange arrivée (26 min)
- 2003 : Mal de mer (52 min | ATV)
- 2004 : Kannaval an tjè nou (35 min) | TRACE TV)
- 2005 : Paulette Nardal, la fierté d'être négresse[6] (52 min | France O, TV5 Afrique)
- 2006 : Nation, place des Antilles (47 min | ATV)
- 2007 : Une architecture oubliée (54 min | ATV)
- 2008 : Pierre-Marie Théas (52 min | KTO)
- 2008 : Nous sommes tous pour la diversité (52 min | ATV)
- 2009 : L'immigration chinoise en Guyane et en Martinique (2 x 52 min | RFO Martinique, RFO Guyane)
- 2014 : Les choix d'Eda (68 min | Martinique la 1ère)
- 2017 : Des goyaves pour la route[7] (47 min | Martinique la 1ère, France O)
- 2020 : Guyane, du bagne aux étoiles[8] (52 min | France O, France 5)
- 2020 : Presque mort (46 min)
- 2021 : Martinique, à jamais dans nos coeurs[9] (52 min | France 3, Outremer 1ère)
- 2022 : Le cinéma de Marie-Josèphe[10] (52 min | France 3, France 4, Outremer 1ère)
- 2023 : La longue marche des banlieues[11] (52 min | France 3 régions)
- 2024 : A ma portée (52 min | France 3 régions)

### En tant que producteur
- 2007 : L'appel du tambour, documentaire de Frank Salin (52 min | Trace TV)
- 2009 : Ma déclaration d'amour, court-métrage de Serge Poyotte (19 min | RTBF, TV5 Afrique)
- 2010 : La femme qui passe, court-métrage de Véronique Kanor (19 min | RTBF, TV5 Afrique)
- 2010 : Beautiful, court-métrage de Serge Poyotte (45 min | RFO Guyane)
- 2011 : Fichue racines, court-métrage de Marie-Claude Pernelle (30 min | Guadeloupe la 1ère, RTBF, TV5 Afrique)
- 2011 : Sur un air de révolte, documentaire de Frank Salin (88 min | Trace TV)
- 2011 : Luthiers, de la main à la main, documentaire de Baptiste Buob (90 min | Vosges Télévision)
- 2011 : L'huissier, court-métrage de Lydia Wheatley (6 min | RTBF, TV5 Afrique)
- 2014 : Magid, le magicien, court-métrage de Mohamed Said-Ouma (23 min)
- 2014 : Lames ultramarines, documentaire de Stéphanie Gillard (52 min | Guadeloupe la 1ère)
- 2015 : Nightmare before wedding, court-métrage de Fabienne Orain-Chomaud (15 min | Guadeloupe la 1ère)
- 2017 : Dann fon mon kèr, documentaire de Sophie Loüys (50 min | Réunion la 1ère)
- 2018 : Rumbu, court-métrage de Remi Mazet (25 min)
- 2020 : Ici c'est Paris, court-métrage de Léa Magnien et Quentin Chantrel (17 min | Guyane la 1ère)

## Prix et Sélections

### En tant que réalisateur
- Sélection au FIPATEL 2003 (Biarritz) et au Salon des Refusés 2004 (Forum des Images / Paris) pour Une étrange arrivée
- Sélection à Vues d’Afrique (Montréal) et au Festival International du Film Insulaire 2004 (Ile de Groix) pour Mal de mer
- Sélection au FIPATEL 2005 (Biarritz), au Fémi 2005 (Guadeloupe), au Festival International du Film Insulaire 2005 (Ile de Groix), au Festival International du Film d’Amiens 2005 et à Vues d’Afrique 2006 (Montréal) pour Paulette Nardal
- Sélection au Festival International du Film Insulaire 2007 (Ile de Groix) pour Nation, place des Antilles
- Sélection au Festival Cinamazonia 2007 (Guyane) pour Une architecture oubliée
- Sélection Fémi 2015 (Guadeloupe) et Rencontres Cinéma de l'Atrium 2015 (Martinique) pour Les choix d'Éda
- Prix du jury Rencontres Cinéma de l'Atrium 2018 (Martinique), Prix Mémorial Acte 2018 (Guadeloupe) | Sélection Tout-Monde 2019 (Miami), TTFF 2019 (Trinidad) pour Des goyaves pour la route
- Mention spéciale du jury Cinémartinique 2020 (Martinique) pour Presque mort
- Sélection FIFAC et Toile des Palmistes 2023 (Guyane) pour Le cinéma de Marie-Josèphe

### En tant que producteur
- Prix du Meilleur documentaire Fémi 2009 (Guadeloupe) pour L'appel du tambour
- Prix de la jeunesse Festival International du Film d'Afrique et des îles 2010 (La Réunion), Prix du Meilleur court-métrage Songe d’une nuit DV 2010 (Saint-Denis) pour Ma déclaration d'amour
- Mention spéciale Festival Prix de court 2010 (Guadeloupe) pour La femme qui passe
- Prix du meilleur court métrage 2011 Fémi (Guadeloupe), Prix Antilles-Guyane 2011 Cinamazonia (Guyane) pour Beautiful
- Prix de la jeunesse Fémi 2011 (Guadeloupe), Prix spécial du jury, mention spéciale Prix de court 2011 (Martinique), Prix Orange Graine de cinéaste Cinamazonia 2011 (Guyane), Grand prix Lumina Sophie 2012 (Martinique) pour Fichues racines
- Sélection Fipa 2014 (Biarritz), Fémi 2015 (Guadeloupe), Fespaco 2015 (Burkina Faso) pour Sur un air de révolte
- Sélection Festival de Cannes 2011: Short film corner (Programme thématique "Dance me to the end of love"), Grand prix du Jury Festival du courtmétrage 2011 (Saint-Genis-Pouilly), Prix du public 2011 BNP Paribas Festival Première marche (Troyes) pour L'huissier
- Prix TV5 du meilleur documentaire francophone Fémi 2016 (Guadeloupe) pour Lames ultramarines
- Prix du meilleur court-métrage Antilles-Guyane et prix dans les Murs Fémi 2016 (Guadeloupe) pour Nightmare before wedding